# Diphenylpyrrolidinmethanol
Diphenylpyrrolidinmethanol (auch Diphenylprolinol) ist ein von Prolin abgeleitetes Aminosäurederivat und wird als chirales Reagenz in der organischen Synthese eingesetzt aber auch als Rauschmittel konsumiert.

## Herstellung
Das (S)-Enantiomer kann aus natürlichem Prolin hergestellt werden, indem dieses mit Phosgen und Triethylamin zunächst zu einem cyclischen Anhydrid umgesetzt wird. Dieses wird anschließend mit Phenyllithium umgesetzt und sauer aufgearbeitet um das Produkt zu erhalten. Das andere Enantiomer kann analog aus (R)-Prolin hergestellt werden. Eine alternative Herstellungsmethode für die racemische Verbindung geht von Pyrrolidin aus, das zunächst zu Pyrrolin-N-oxid oxidiert wird. Dieses kann durch Umsetzung mit Benzophenon und Samarium(II)-iodid in Diphenylprolinol überführt werden.

## Pharmakologie und Toxikologie
Diphenylpyrrolidinmethanol wirkt ähnlich wie Kokain als Dopamin-Wiederaufnahmehemmer. Mögliche Vergiftungssymptome sind Bluthochdruck, Tachykardie und Brustschmerz. Es kann zu Unruhe, Angstzuständen und Schlaflosigkeit führen, die mehrere Tage andauern können.

## Verwendung
Diphenylprolinol wird seit 1987 als asymmetrischer Katalysator eingesetzt und ist ein wichtiges Reagenz in der metallfreien Katalyse in der organischen Synthese. Inzwischen sind verschiedene Derivate bekannt, die bessere Ergebnisse bei Ausbeute und Stereoselektivität in verschiedenen Reaktionen bieten, beispielsweise der Methyl- und der Trimethylsilylether und ein Derivat, das statt Phenylgruppen 3,5-Dimethylphenylgruppen trägt.
Diphenylprolinol eignet sich beispielsweise als Katalysator für die enantioselektive Epoxidierung mit tert-Butylhydroperoxid und für die enantioselektive Synthese chiraler Allene. Eine konkrete Anwendung, die beschrieben wurde, ist die Totalsynthese von Traumatinlacton. Diphenylprolinol ist auch Edukt für die Herstellung von CBS-Katalysatoren, die bei der enantioselektiven Reduktion von Ketonen (Corey-Bakshi-Shibata-Reduktion) verwendet werden.
Diphenylpyrrolidinmethanol wird als Rauschmittel konsumiert.